# Rihards Matrevics
Rihards Matrevics (ur. 18 marca 1999) – łotewski piłkarz występujący na pozycji bramkarza. Zawodnik klubu FK Auda.

## Sukcesy

### Valmiera FC
- Mistrz Łotwy: 2022

### Riga FC
- Puchar Łotwy: 2023[3]